# NGC 4789
NGC 4789 este o galaxie lenticulară situată în constelația Părul Berenicei. A fost descoperită în 6 aprilie 1785 de către William Herschel. Se află la o distanță de 118,4 megaparseci de Pământ.